# 童长荣
童长荣（1907年11月—1934年3月21日），字斓华，安徽省枞阳县人。1931年11月任中共东满特委书记。1934年3月21日在汪清县与侵华日军作战时牺牲，是中国共产党抗战史上最早牺牲的党内高级干部。

## 生平

### 早期
1921年就读于安徽全省师范学堂时接触革命，并被推举为安徽学联的领袖之一，同年加入中国共青团。1925年童长荣考取公费留学日本的资格，于7月赴日本留学。就读于东京帝国大学预科第一高等学校，同年加入中国共产党。1926年任中共驻东京特别支部负责人，组织成立“社会科学研究会”吸收党员。1928年5月因济南事件领导在日留学生进行抗议而被捕入狱。同年秋，童长荣回国至上海，出任中共沪中区委宣传委员、区委书记。当时为太阳社成员的童长荣参与筹备了左联。1930年调任中共河南省委书记，11月中旬，童长荣奉调北方工作，途经天津临时接任中共天津市委书记，并于12月5日正式主持天津工作。1931年3月，应中共满洲省委请求，前往大连任中共大连市委书记。1931年9·18事变后，与杨靖宇、赵尚志、周保中等人第一批被中共派往东北东满地区。11月18日，被任命为中共东满特委书记，组织抗日斗争。

### 东满抗日
东满地处中国、苏联、朝鲜三国交界处，社会情况复杂，日本人渗透颇深。1932年童长荣任中共东满特委书记后，东满地区抗日进入鼎盛，已有两千五百人参与抗日。其中共产党员数量达到1200余名，占当时整个东满地区党员数量的50%以上，并建立了20多个抗日根据地。后来的朝鲜国家主席金日成当年曾是童长荣麾下安图县的游击队队长。由于曾赴日留学，童长荣曾用日文书写《告日本士兵书》以对日军士兵攻心。此外，童长荣还积极联合义勇军共同对日作战。1932年2月，由原吉林省边防军营长王德林领导的中国国民抗日救国军率领的数万成员宣布抗日。中共东满特委便向中国国民抗日救国军派出李延禄协助抗日，李延禄后被任命为该军参谋长，兼任补充团团长。后发展至东满四县（和龙、延吉、珲春、汪清）游击根据地人口约2万人。1933年10月，童长荣开始筹建东北人民革命军第二军独立师（东北抗日联军第二军的前身）。1933年11月，日军集结3000多人的队伍对东满特委指挥部小汪清根据地进行讨伐，50多天内杀害数百名游击队员和1200名老百姓。1934年1月，剩下的400名群众和县委机关和特委机关基本完成转移。1934年3月21日，童长荣在汪清东光镇庙沟一带，被追上的日军打中腹部。时任中共汪清县委妇女部长——崔今淑在搀扶童长荣行走时，也被子弹打中，两人共同牺牲。童长荣时年27岁，崔今淑时年21岁。

## 纪念
- 1935年8月，中共中央在《八一宣言》中，称童长荣为“抗日救国捐驱的民族英雄”。[7]
- 1951年11月，皖北行政公署追认童长荣为革命烈士。[8]
- 1985年10月，汪清县在烈士牺牲地——汪清县东光镇庙沟村大北沟为其修建坟墓，并立墓碑。
- 2011年7月1日，汪清县关工委将修建于大北沟的坟墓迁至庙沟村大北沟入口处，修建了占地1500平方米的童长荣烈士陵园。[6]
- 2013年和2014年，汪清县政府扩建陵园，先后修建童长荣烈士纪念碑和童长荣纪念馆，使陵园面积扩大到2500平米。[9]
- 2014年9月1日，童长荣被列入中华人民共和国民政部公布的第一批300名著名抗日英烈和英雄群体名录。[10]